# Sutinske Toplice
Sutinske Toplice is een plaats in de gemeente Mače in de Kroatische provincie Krapina-Zagorje. De plaats telt 0 inwoners (2001).